# Orlovibairdia fumata
Orlovibairdia fumata är en kräftdjursart som först beskrevs av Brady 1890.  Orlovibairdia fumata ingår i släktet Orlovibairdia och familjen Bythocyprididae. Inga underarter finns listade i Catalogue of Life.